# State of Integrity
State of Integrity ist eine australische Thrash-, Groove- und Death-Metal-Band aus Brisbane, die 2003 gegründet wurde.

## Geschichte
Die Band wurde im Jahr 2003 gegründet und bestand aus dem Gitarristen Brendan Rhodes, dem Bassisten Ben Clayphan und dem Schlagzeuger Nick Rhodes. Nachdem der Sänger Aaron Franklin zur Besetzung gekommen war, schlossen sich im September die ersten Auftritte an. Zuvor war ein erstes selbstbetiteltes Demo erschienen. 2004 schloss sich die Single Will It Forever Be an. Im Juni 2004 spielte die Band unter anderem zusammen mit Exhumed, ehe Anfang 2005 die Arbeiten zum Debütalbum begannen und im März beendet wurden. Das Album erschien im Juni des Jahres unter dem Namen The Fourth Season of Revelations. Danach ging es im September zusammen mit 8 Foot Sativa auf Tour durch Neuseeland, die Auftritte in Auckland, Wellington, Christchurch und Dunedin einschloss. Eine weitere Neuseelandtournee mit Sinate wurde Ende 2006 beendet. 2007 trat die Band zusammen mit Job for a Cowboy und Sodom auf. Mitte 2008 war State of Integrity als Vorband für Dismember tätig. Zudem spielte sie zusammen mit Caliban und Testament. Anfang 2009 trat die Band zusammen mit Whitechapel auf und die Arbeiten zum zweiten Album begannen. Im November war die Band zusammen mit Obituary in Brisbane zu sehen. Das Album wurde 2012 über Noisehead Records unter dem Namen Did We Choose to Suffer veröffentlicht.

## Stil
Brian Giffin ordnete die Band in seiner Encyclopedia of Australian Heavy Metal dem Groove- und Thrash-Metal zu. Laut thethrashmetalguide.com spielt die Band modernen Thrash Metal, bei dem sich schnelle und groovende Passagen abwechseln würden. Außerdem verwende die Gruppe gelegentlich Hooks, die technisch etwas anspruchsvoll seien. Der Gesang sei meist tief und klinge wie für den Death Metal typisch und werde nur gelegentlich durch höheren, rauen Gesang unterbrochen.

## Diskografie
- 2003: State of Integrity (Demo, Eigenveröffentlichung)
- 2004: Will It Forever Be (Single, Eigenveröffentlichung)
- 2005: The Fourth Season of Revelations (Album, Eigenveröffentlichung)
- 2012: Did We Choose to Suffer (Album, Noisehead Records)